# セルロシック・エタノール

セルロース

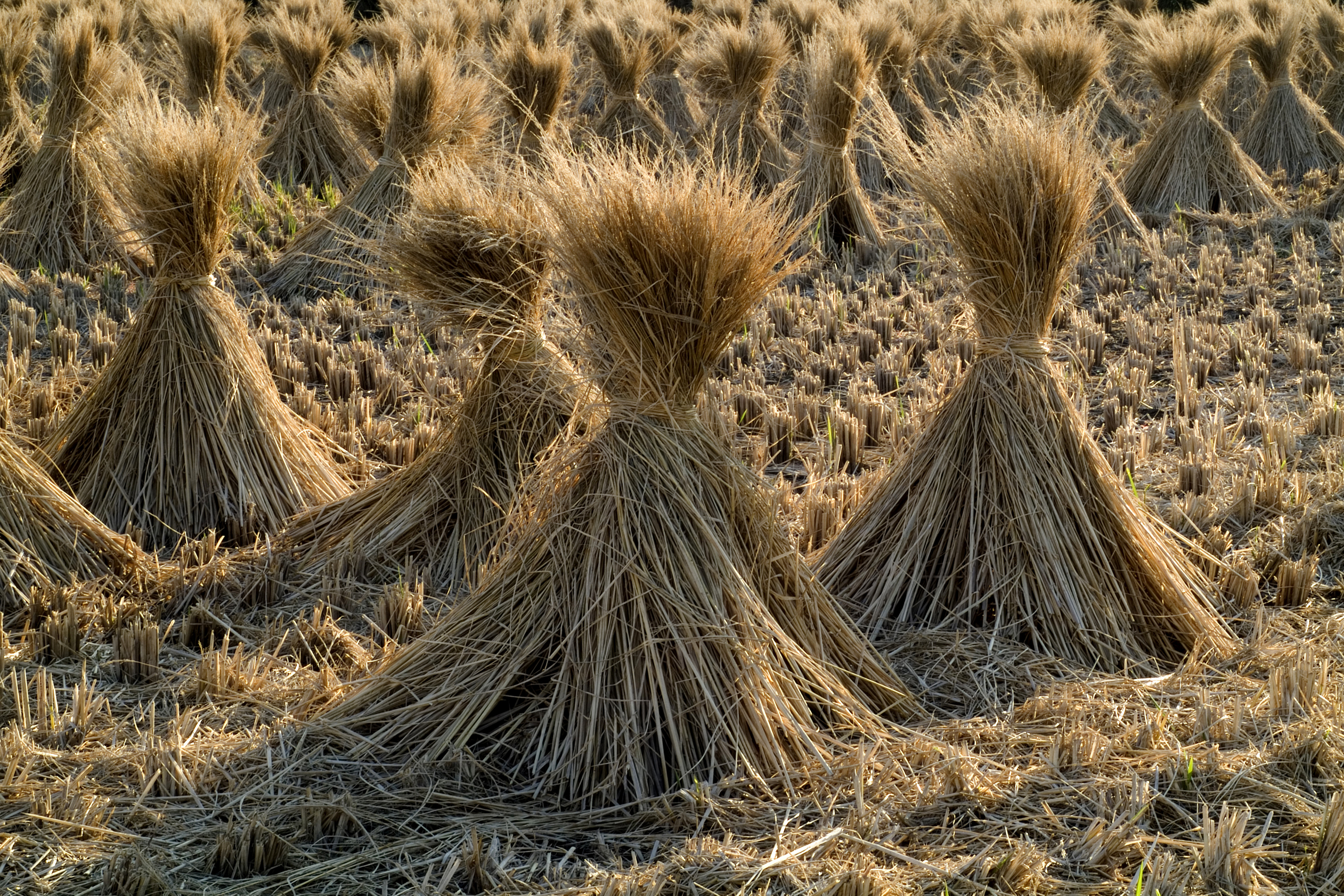
セルロースを含む稲藁

セルロシック・エタノールとはセルロースを主原料とする第二世代のバイオマスエタノールである。

## 第一世代バイオマスエタノールの問題点
2000年代以降、各国で穀物の作付け地でバイオ燃料用の穀物の栽培が増えており、これまで飼料用だった穀物の相場が高騰している。この原因の一因はアメリカやブラジル等の穀物生産国でのバイオエタノール向けのトウモロコシの需要の急増が挙げられる。そのため、先進国が消費する燃料用の穀物価格が急騰して、その一方で食料用の穀物の生産が減り、所得水準の低い国々での調達が困難になりつつある。

## セルロースを原料とした第二世代バイオマスエタノール
バイオマスからセルロースを分離し、セルロースを酵素を用いて糖分に分解し、微生物によってアルコール変換する方法である。第二世代バイオ燃料として期待される。セルロース系バイオマスからのエタノール生産に関しては、地球環境産業技術研究機構と本田技術研究所がコアとなる製造技術を発表していたり（参考：アルコール燃料）、独立行政法人産業技術総合研究所が実証実験を行ったりしている。米国でも、ブッシュ大統領がスイッチグラスという草を利用したバイオエタノールの生産について一般教書演説等で何度も言及をし、予算をつけている。エタノール燃料を大規模に導入するためには、セルロースからのエタノール製造が必要になるのはほぼ確実であるとサイエンス誌にも記事が掲載されている。セルロースの加水分解による糖化処理が必要でこれまではセルラーゼや亜臨界水を使用してセルロースを加水分解してきたが、メリーランド大学カレッジパーク校のSteve Hutcheson はチェサピーク湾の沼地で発見されたバクテリア(サッカロファガス デグラダンス）がセルロース分解酵素であるセルラーゼにより強力なセルロース細胞壁の分解能を有する事を突き止めた。Zymetis社ではさらに効率よく糖に変更するために遺伝子を組み換えて、72時間で1トンのセルロースバイオマスを糖に変換できる事を実証した。

### 廃木材
建築廃材は、野焼きを含む不法投棄される事があり、一方で逆有償での回収は不法投棄を招き易い。リサイクルの方策の1つとして、バイオエタノール・ジャパン・関西では、希硫酸による糖化法を用いて、C6糖であるブドウ糖が重合してできたセルロースと、C5糖（主にキシロース）が重合して出来たヘミセルロースを分解している。フロリダ大学が開発したC5糖をZymomonas mobilis由来の遺伝子を組み込んだ大腸菌(Ko11）を用いて発酵し、C6由来の糖は酵母を用いて、エタノールを醸造している。木材に含まれるリグニンはペレットにしてボイラーで使用している。
秋田県では、製材残渣や間伐材を用いたエタノールプラントが建設されている。水酸化ナトリウムを用いてリグニンを除去し出来たパルプを糖化するアルカリ蒸解法と、C5糖とC6糖を分離しない酵素（セルラーゼ）と酵母による同時糖化発酵法を用いる。
また、シロアリの消化器官内の共生菌によるセルロース分解プロセスがバイオマスエタノールの製造に役立つ事が期待され、琉球大学や理化学研究所等で研究が進められる。

### 稲藁
稲藁は鋤き込みや野焼きにより肥料として水田に還元されうるが、野焼きはスモッグによる環境被害があり、寒冷地では十分な堆肥化が鋤き込みのみでは行われない現状がある。そのため秋田県ではカワサキプラントシステムが開発した熱水処理による稲藁の糖化プラントの実証プラントを平成21年に建設した。粉砕処理したワラを有機酸とともに200度で3分間処理し、ヘミセルロースを糖化しC5発酵させたあと、残りを２段目のセルロース糖化プラントで200度で10秒間処理しC6発酵し、それぞれのエタノールを水分離すると共に、発酵残渣を肥料として水田に還元する。

### ネピアグラス
ネピアグラスという熱帯の非食用の植物を原料とするもので、トヨタ自動車（トヨタ）が2020年の実用化を目指し、研究を進めている。遺伝子組み換え技術を用いた酵母菌の働きでセルロースをエタノールへ変換する。糖の87%をエタノールとして利用でき、セルロース系の中では最も変換効率が高い。非食用のため物価への影響も無いと考えられている。